# Risguardi

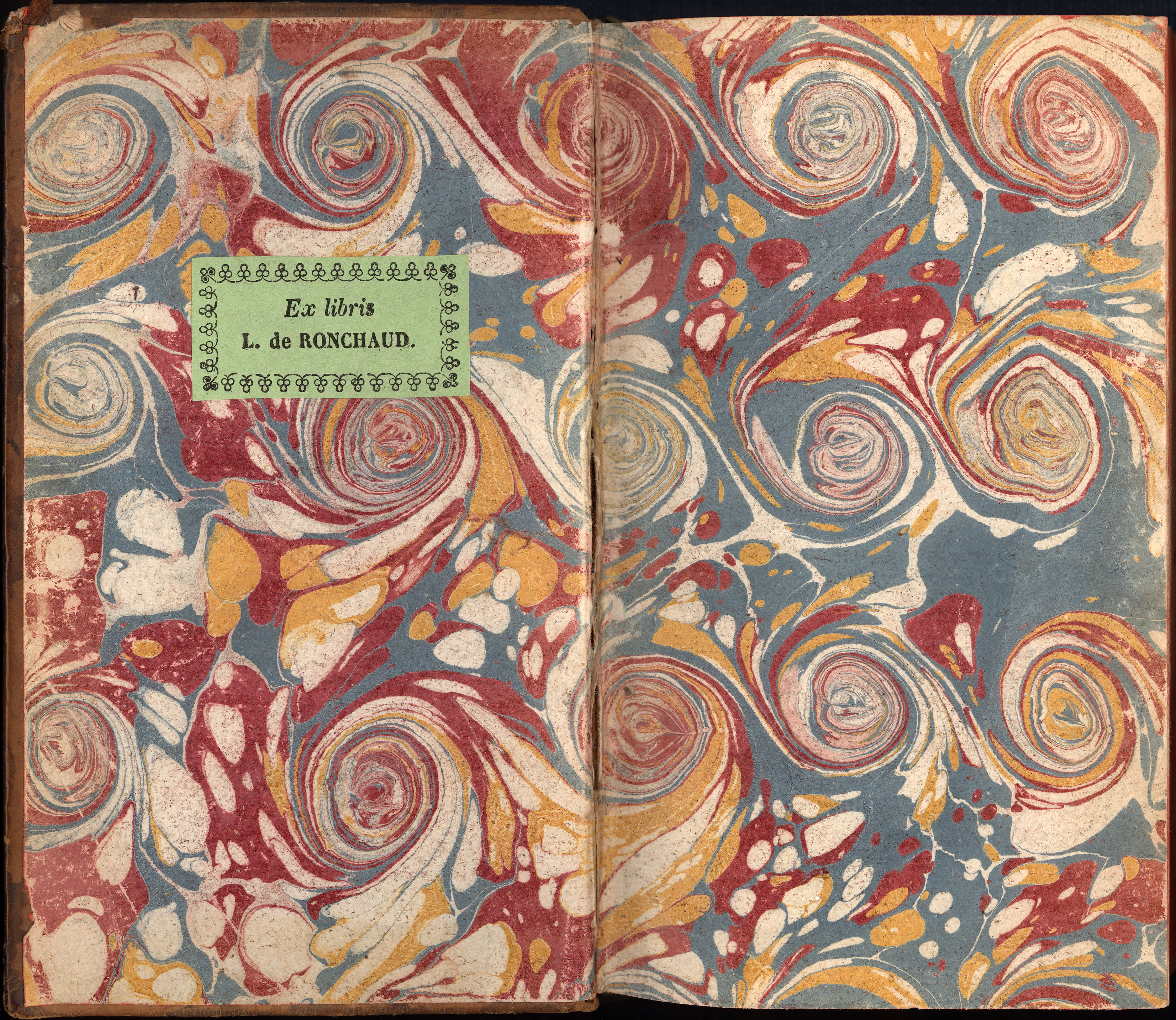
Sguardie anteriori in carta marmorizzata a occhio di pavone in un libro del 1735.

In legatoria, i risguardi, o sguardie, o guardie, o carte di guardia sono le carte non stampate che si trovano prima o dopo il corpo del libro a protezione del testo. Essendo posti all'inizio e alla fine di un libro, all'infuori dei fascicoli o segnature, non ne fanno parte. Perciò, anche quando sono bianchi e della stessa carta del testo, i risguardi non vanno mai contati come pagine.
La sguardia anteriore di sinistra e posteriore di destra, interamente incollata all'uno o all'altro piatto di un libro rilegato, si chiama "controguardia". La sguardia anteriore di destra e posteriore di sinistra, incollata a fil di margine rispettivamente alla prima e all'ultima pagina del libro, è chiamata "guardia" tout court o "guardia libera". Nei libri antichi fino a tutto il XVIII secolo di solito le sguardie erano cucite alla piega come le segnature (si parla perciò di "sguardie cucite"), con un particolare accorgimento di imbrachettatura, che permetteva di utilizzare due carte anziché una carta doppia. 
Le sguardie possono essere bianche, colorate o decorate con motivi anche xilografici di fantasia (nei libri antichi erano marmorizzate), perlopiù in carta diversa rispetto al resto del libro. Nei libri antichi di lusso, spesso venivano applicate le "doppie sguardie", cioè sia sguardie esterne decorate sia sguardie interne bianche (in tal caso incollando una sguardia decorata a una sguardia bianca).
La loro utilità pratica è evidente in libri cartonati o rilegati in tela, pelle o pergamena, poiché aiutano a tenere unita la coperta rigida al blocco del libro. Nei libri in brossura e negli opuscoli i risguardi solitamente mancano, ma è spesso presente una singola carta di guardia in principio e in fine, che talvolta può far parte del fascicolo (si parla allora di "carta bianca" usata come guardia).